# Стейсі Тадд
Стейсі Тадд (англ. Stacey Tadd, 21 лютого 1989) — британська плавчиня.
Учасниця Олімпійських Ігор 2012 року.